# 廣瀬隼也
廣瀬 隼也（ひろせ じゅんや、1982年4月16日 - ）は、広島ホームテレビのアナウンサー。神奈川県横須賀市出身。
法政大学社会学部メディア社会学科卒業。血液型はA型。身長175cm。

## 経歴
- 2006年4月、福井放送入社（同期入社は吉川圭一・佐々木愛）。男性アナとしては2000年代に入り初めての久々となる採用だった。
- 入社以来ラジオセンター配属され、ラジオの世界で喋りの経験を積む。過去に二木あつ子が担当するワイド番組、『きまぐれきままな金曜日』で「廣瀬隼也にまかせなさいっ!」というコーナーを担当。トーク技術を磨いた。
- 2009年4月より、報道制作局 制作部 アナウンサーとして主にテレビ番組で数々のMC、リポート、ナレーション、スポーツ実況を担当。
- 2011年3月、福井放送を退社。フリーアナウンサーとして日本のプロ野球、メジャーリーグ、海外サッカーなどをはじめとするスポーツ実況や司会、ナレーション、報道取材の現場を中心に活動した。
- 2013年1月、スポーツアナウンサーの中途採用へ応じ広島ホームテレビに移籍。実況のエースとして、広島東洋カープなどプロ野球中継を中心に担当している。

## エピソード
- プロ野球実況では、「MXスタジアム」において2011年8月27日、クリネックススタジアム宮城で行われた「楽天vsソフトバンク戦」で田中将大が18奪三振を奪い自己最多記録を更新した試合を実況。以降は福岡ソフトバンクホークス主催試合中心に担当。
- J sportsのメジャーリーグ中継では、2012年途中にシアトル・マリナーズからニューヨーク・ヤンキースへ電撃移籍したイチローがニューヨークでのオリオールズ戦において、メジャー通算100号＆移籍後初ホームランを放った試合を実況。他にも、オークランド・アスレチックスがシーズン最終試合となる162試合目に93勝68敗で全くの同率首位だったテキサス・レンジャーズを破り、13ゲーム差からの大逆転での地区優勝を果たした試合を実況。
- FBCの野球チームに所属していて、背番号はエースナンバーの「1」。だが、ピッチャーをやることはほとんどないらしい。ショートやセカンドを守っている。
- 公式サイトによれば、最近料理や観葉植物に凝っている。
- 『ミヤネVS美男美女アナ NGハプニング感謝祭』（NTV）に福井放送の代表として出演した際、出演全アナウンサー陣の中から司会の宮根誠司が最も印象に残ったアナを選考し表彰する「ミヤネ賞」を受賞した。
- 広島ホームテレビでは、2013年3月9日、『広島対DeNA』戦でベンチリポート＆ヒーローインタビューを担当し中継デビュー。初実況は、2013年4月28日にマツダスタジアムで行われた『広島対中日』戦。
- 自身のTwitterによると、東京でのアナウンサー時代、現広島東洋カープの鈴木誠也が二松学舎高校時代にエースとして活躍していた姿を3年間実況していた。
- 1991年以来、25年ぶりのリーグ優勝を果たした広島東洋カープの2016シーズン最終戦を実況。その10月1日の試合は、カープの低迷期を支え続けた倉義和と廣瀬純の引退試合だった。試合後の倉・廣瀬の引退セレモニーでは涙声の一幕もあった。またこの日の試合では、黒田博樹が7回を6安打1失点の好投で10勝目を挙げ、日米通算7年連続2ケタ勝利を達成。日本で124勝、メジャーで79勝をマークした黒田のプロ野球人生最後の勝利を実況した。

## 担当番組

### 広島ホームテレビ時代
ニュース番組では、常用漢字で「広瀬隼也」と表記された時期がある。
- HOME Jステーション（スポーツキャスター）
- カープ応援中継“勝ちグセ。”（実況・ベンチリポート）
- 全国高等学校野球選手権広島大会（実況)
- フジパンカップ中国少年サッカー大会（実況）
- 広島ホームテレビ・食協カップ 広島ママさんバレーボール大会（実況）
- HOME NEWS
- スーパーJチャンネル（土・日曜の広島ローカルパート）
- ANN NEWS&SPORTS（広島ローカルパート）
- ひろしま深掘りライブ フロントドア（リポーター・ナレーション・吉弘翔の代理MC）
- 超てれ（不定期出演）
- 地球派宣言特別番組 オーストラリアからやって来たバオバブ （2018年3月3日・ナレーション）
- みみよりライブ 5up!→5up!（スポーツコーナー）
- おはよう5up!（MC）
- 選挙ステーション2024 広島（2024年10月27日）リポーター
- ピタニュー衆院選速報（2024年10月27日深夜）リポーター
- 各種ナレーション

コラム連載
- デイリースポーツ広島版 ぽるぽるコラム

## 過去の出演

### フリーアナウンサー時代
- TOKYO MXで制作されているプロ野球中継の実況
  - MXスタジアム（『「がんばろう東北」東北楽天ゴールデンイーグルス野球中継』）
  - STRONG!ホークス野球中継（現地、福岡Yahoo!JAPANドームから実況生中継）
  - ブイブイ！開幕直前！ホークス徹底特集 MC
  - 全国高等学校野球選手権大会東東京大会・西東京大会（2011年、2012年は決勝戦も担当）実況
- メジャーリーグ中継（J SPORTS）実況
- 第61回全日本大学野球選手権大会（2012年）（J SPORTS）実況
- UEFA EURO2012サッカー欧州選手権（WOWOW）
- スペインサッカーリーガ・エスパニョーラ（WOWOW）実況
- DHCレディースボウリングツアー2011・2012 実況
- 文部科学大臣杯争奪全国高等学校対抗選手権大会 ボウリング　実況
- 関東大学ソフトボール選手権大会　実況
- 全国高校バスケ選抜優勝大会（ウィンターカップ）（J SPORTS）リポート
- ミニバスケットボール・パナホームカップ男女決勝戦　実況
- プロバスケットボール・bjリーグ「横浜ビー・コルセアーズ戦　実況
- 文化放送の番組
  - 全国放送のニュースパレードをはじめスタジオニュース・リポーター
  - プロ野球中継（主に週末の『KBCホークスナイター』『KBCダイナミックホークス実況中継』の関東からの中継で担当）
  - 全日本大学駅伝中継 実況・リポート
- チバテレの番組
  - プロ野球中継マリーンズナイター 実況
  - 全国高等学校野球選手権千葉大会（2012年）実況
  - 全国高校サッカー選手権大会 千葉県大会決勝戦
  - 第18回ちばぎんカップ Jリーグ『柏レイソルvsジェフユナイテッド市原・千葉』
- 各種ナレーション
  - サイエンスチャンネル ナレーター

### 福井放送時代
テレビ
- 24時間テレビ 「愛は地球を救う」32 33  FBCメインパーソナリティー
- ミヤネVS美男美女アナ NGハプニング感謝祭（日本テレビ 2010年3月21日／福井放送代表者）
- 法人会カップ 2010 U-12 福井県少年サッカー選手権大会 決勝戦 実況
- 第34回全日本少年サッカー大会 福井県大会 決勝戦 実況
- スポーツ中継（プロ野球BCリーグ・高校野球・高校サッカー・少年サッカー・高校ラグビー）
- キラリ情熱人
- 福井夢応援プロジェクト〜ドリーマーズ〜
- 福井商工会議所リポート
- FBCニュース
- おはようふくい730
- こんにちは市民の時間です

ラジオ
- 録音風物誌
- JRN　ネットワークTODAY　夏企画　『〜朝市の若き呼び声〜』
- 新光証券 〜日本全国企業レポート〜
- 藤本美貴のクリスマス ラブラジオ（土曜スペシャルの超拡大版）
- FBCラジオ バレンタインデースペシャル  チョコッとスイート・ストーリー（土曜スペシャルの拡大版）
- げんき一番
- かけ流しジュンヤ音泉
- 今夜はシャベリタクないと・・・〜でも、ときどきユウコといっぱい〜
- FBCラジオキャンパス〜いいもの探検隊〜
- FBCラジオ土曜スペシャル
- 日本列島ほっと通信〜アナウンサー対決〜
- J-Hits COUNTDOWN
- スポーツ実況（高校野球、BCリーグなど）